# سقزدرة (أبرشيوة)
سقزدرة (بالفارسية: سقزدره) هي قرية تقع في إيران في قسم أبرشيوة الريفي. يقدر عدد سكانها بـ 20 نسمة بحسب إحصاء 2016.